# Lord Infamous
Ricky T. Dunigan, známý jako Lord Infamous (17. listopad 1973 – 20. prosinec 2013), byl americký rapper z Memphisu v Tennessee. Nejvíce se proslavil jako spoluzakladatel rapové skupiny Three 6 Mafia. Byl také nevlastním bratrem DJ Paula, člena Three 6 Mafia. Jeho texty byly tematicky zaměřené na horor, Luciferianismus, masové vraždy a mučení; s dalšími typickými rapovými tématy jako kriminalita a drogy.

## Kariéra

### 1990–1991: Počátky
Lord Infamous započal svou hudební kariéru společně se svým mladším nevlastním bratrem, DJ Paulem, na přelomu začátku 90. let. Byli celkem známí po celém Memphisu a vydávali své amatérské nahrávky po svém okolí, ve škole a v místních obchodech. Jejich první zaznamenaný mixtape, „Portrait of a Serial Killa“, byl vydán v roce 1992.

### 1993–2005: Three 6 Mafia
V roce 1993 se Lord Infamous a DJ Paul seznámili s místním rapperem a producentem Juicy J. Tito tři se ještě s pár dalšími rappery ze severního Memphisu zformovali do skupiny, kterou nazvali "The Backyard Posse", což později změnili na "Triple 6 Mafia". Jejich první nahrávací smlouva byla s Nickem Scarfem a Prophet Posse. Pod tímto labelem vydali v roce 1994 své první undergroundové album, Smoked Out, Loced Out. Ve stejnou dobu vydal rovněž Lord Infamous první undergroundové solo album Lord of Terror. Krátce potom, v roce 1995, skupina změnila jméno na Three 6 Mafia a vydala své debutové album Mystic Stylez. V toto období členové Three 6 Mafia, konkrétně DJ Paul a Juicy J, založili svou vlastní nahrávací společnost, Hypnotize Minds, kterou byl součástí i Lord Infamous. Skupina od roku 2000 vydala další 4, více mainstreamové desky a několik solo projektů, nicméně se uskupení zmenšilo kvůli odchodu několika členů z různých důvodů.

### 2006–2013: Black Rain Entertainment
Kvůli času, strávenému ve vězení, byl Lord Infamous nucen opustit Three Six Mafia, jelikož to bylo porušení jejich kontraktu se Sony. Později se znovu spojil s DJ Paulem na Paulovo albu Scale-A-Ton (2009). To bylo poprvé od té doby, co Three Six Mafia vydala v roce 2005 album Choices II: The Setup.
Krátce po jeho odchodu z Three 6 Mafia, založili Lord Infamous a jeho dlouholetý známý, rapper z Memphisu, II Tone, novou nahrávací společnost jménem "Black Rain Entertainment". Krátce nato se připojili rapper Mac Montese a rapper z Atlanty T-Rock a zformovali to, co je teď známo jako "The Club House Click". Vydali spoustu skupinových alb, solo alb a EP, včetně několik solo alb Lorda Infamouse - The Man, The Myth, The Legacy v roce 2007, Futuristic Rowdy Bounty Hunter v roce 2010, Scarecrow Tha Terrible v roce 2011, Legendary Hits, King Of Horrorcore and Back From Tha Dead (Deadly Proverbs) v roce 2012. Skupinová deska s The Club House Click s názvem Land Of Da Lost byla vydána 27. listopadu 2012. 11. února 2013 vydal Lord Infamous své osmé sólové album Scarecrow Tha Terrible, Pt. Two. 11. října 2013 vydal Voodoo, poslední album před svým úmrtím.

### 2013-2014: Da Mafia 6ix
V roce 2013 se Lord Infamous znovu připojil k původní čtyřce ve Three 6 Mafia aby vytvořili skupinu Da Mafia 6ix. Svůj debutový mixtape 6ix Commandments vydali 12. listopadu 2013, s plány na studiové album v roce 2014.

## Smrt
Dne 20. prosince 2013 zemřel Lord Infamous na infarkt ve spánku v domě své matky v Memphisu. DJ Paul potvrdil jeho smrt hudebnímu online magazínu HipHopDX slovy: „Dostal infarkt ve spánku. Jeho matka ho našla mrtvého tohle ráno. Doktoři tvrdí, že byl mrtvý už tak pět hodin.“

## Diskografie
- Lord of Terror (1994)
- The Man, The Myth, The Legacy (2007)
- Futuristic Rowdy Bounty Hunter (2010)
- Scarecrow Tha Terrible (2011)
- Legendary Hits (2012)
- King of Horrorcore (2012)
- Back From Tha Dead (Deadly Proverbs) (2012)
- Scarecrow Tha Terrible, Pt. Two (2013)
- Fire & Ice (2013)
- Voodoo (2013)
- Legend (2014)
- Anarchy (EP) (2016)